# Vale de Amoreira
Vale de Amoreira is een plaats (freguesia) in de Portugese gemeente Manteigas en telt 261 inwoners (2001).